# Tanneron
Tanneron település Franciaországban, Var megyében. Lakosainak száma 1723 fő (2022. január 1.). Tanneron Auribeau-sur-Siagne, Mandelieu-la-Napoule, Pégomas, Peymeinade, Le Tignet, Les Adrets-de-l’Estérel, Fréjus és Montauroux községekkel határos.

## Népesség
A település népessége az elmúlt években az alábbi módon változott:
| Lakosok száma | 1520 | 1572 | 1651 | 1666 | 1666 | 1671 | 1674 | 1697 | 1723 |
|               | 2013 | 2015 | 2016 | 2017 | 2018 | 2019 | 2020 | 2021 | 2022 |